# PGC 5314
LEDA/PGC 5314 ist eine linsenförmige Galaxie vom Hubble-Typ S0/a im Sternbild Walfisch südlich der Ekliptik. Sie ist schätzungsweise 184 Millionen Lichtjahre von der Milchstraße entfernt.

Im selben Himmelsareal befinden sich u. a. die Galaxien NGC 541, NGC 543, NGC 545, NGC 547.